# John Venn

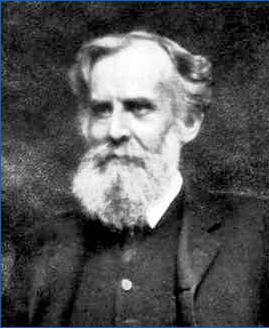
John Venn.

John Venn, född 4 augusti 1834, död 4 april 1923, var en brittisk logiker och filosof. Han är känd för att ha introducerat Venndiagrammet.